# 大陪審
大陪審（だいばいしん、英: grand jury）は、一般市民から選ばれた陪審員で構成される、犯罪を起訴するか否かを決定する機関をいう。起訴陪審（きそばいしん）ともいう。
大陪審は、アメリカ合衆国において、権力分立（チェック・アンド・バランス）の仕組みの一環と考えられており、検察官の処分だけで事件が裁判（対審）に付されるのを防ぐという意図がある。

## 概要
大陪審はコモン・ロー（英米法）上の制度であり、イギリスで発達し、アメリカ合衆国に受け継がれたが、現在、大陪審を実施しているのはほぼアメリカのみである。
刑事又は民事の事実審理（トライアル）に関与する通常の陪審（小陪審、petit jury）よりも構成人数が多いことから、大陪審という名称が生まれた。伝統的に、大陪審は23人、小陪審は12人で構成されていた。
大陪審は、検察官の提出した証拠を審査した上でインダイトメント (indictment) と呼ばれる正式起訴状を発付する場合と、自ら犯罪を捜査してプレゼントメント (presentment) と呼ばれる正式起訴状を発付する場合がある。もっとも、現在はプレゼントメントは利用されていない。

## 歴史
イギリスでは、10世紀末頃、サクソン族が大陪審に類似した制度を持っていたとされる。また、1066年のノルマン・コンクエストにより、大陸から大陪審の原型となる制度がもたらされたとされる。現在の大陪審制の基礎を作ったのは、イングランド王ヘンリー2世が1166年に制定したクラレンドン勅令であった。彼は、トマス・ベケットの専横に対抗して国王の権力を回復するための政策として、村ごとに12人の「善良かつ法律に従った男たち」を集め、犯罪を犯したと疑われる者の名を明らかにさせた。1215年のマグナ・カルタでは、ジョン王が貴族の要求に応じて起訴陪審を認めた。
1290年頃には、起訴陪審には、橋や公道の維持管理や監獄の欠陥について、また州長官が、司法の手に委ねられるべき者を拘束していないかについて調査する権限が与えられていた。エドワード3世の治世（1368年）には、起訴陪審の人数が12人から23人に増やされ、被疑者を起訴するためには過半数の同意が必要とされた。
アメリカ合衆国では、マサチューセッツ湾植民地で 1635年に組織されたのが最初の大陪審とされる。植民地の大陪審は、1765年の印紙法について起訴を拒否するなどし、その独立性を示した。独立後、1791年に批准された権利章典（憲法修正5条）で大陪審が保障された。

## 各国の大陪審

### アメリカ合衆国

#### 連邦レベル

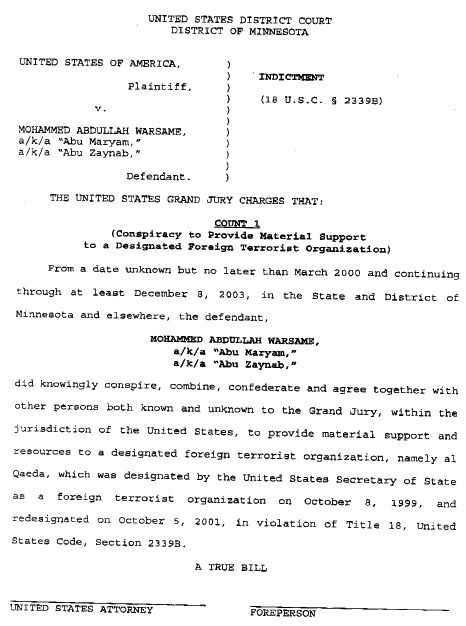
連邦大陪審の発付した正式起訴状

アメリカ合衆国憲法修正5条は、軍で起きた事件を除き、「何人も、大陪審のプレゼントメント又はインダイトメントによらなければ、死刑に当たる罪又はその他の不名誉罪（自由刑を科せられる犯罪）に問われない。」と規定する。したがって、死刑又は自由刑を科し得る犯罪については正式起訴（インダイトメント）が必要である。なお、プレゼントメントは、大陪審が陪審員自らの知識又は私人からの情報に基づいて捜査を行う場合に用いられていたものであるが、現在では、公訴権は行政権が独占するとの考えから、用いられていない。
連邦刑事訴訟規則は、これを受けて、死刑又は1年を超える自由刑で処罰され得る犯罪（法廷侮辱罪を除く）、すなわち重罪 (felony) については正式起訴状によって起訴しなければならないとする。一方、自由刑の上限が1年以下の軽罪 (misdemeanor) については、検察官の略式起訴状 (information) によって起訴することができる。

#### 州レベル
憲法修正第5条の大陪審の規定は、連邦政府に対するものであって、州には適用されない。他のほとんどの権利章典（修正第1条～第10条）の規定は、憲法修正14条 のデュー・プロセス条項に含まれると解釈され、州に適用される。しかし、大陪審の規定はデュー・プロセス条項に含まれず州に適用されないとの、連邦最高裁判所の1884年の判例 はその後も変更されることなく現在に至っている。
もっとも、多くの州が大陪審の制度を設けている。18州は、大陪審の正式起訴状によらなければ起訴ができない「正式起訴州」である（ワシントンD.C.も正式起訴が必要）。最も重い罪についてのみ正式起訴が必要な「限定的正式起訴州」が4州あり、そのうちルイジアナ州とロードアイランド州は死刑又は終身刑に当たる罪について正式起訴を必要としている。フロリダ州は死刑に当たる罪にのみ正式起訴を必要としている。ミネソタ州は、死刑制度がなく、終身刑に当たる罪にのみ正式起訴を必要としている。他の28州は、大陪審の正式起訴がなくとも検察官の略式起訴状で起訴することができる「略式起訴州」である。もっとも、いずれの略式起訴州にも正式起訴を認める規定があり、検察官が正式起訴と略式起訴のいずれで行うかを選択できる。正式起訴の利用頻度は州によって異なり、事実上大陪審が行われていない州もある。
略式起訴を行う場合には、治安判事による予備審問が行われる。

#### 手続

##### 陪審員の選任
大陪審の陪審員は、小陪審と同じ候補者団から選ばれ、一定の期間（少なくとも数か月）務めるのが通常である。
陪審員の選任手続は、陪審員候補者団を構成し、免除事由のある者を選ぶところまでは小陪審の場合と基本的に同様であるが、小陪審よりも長い期間務めることから、免除事由が緩やかに認められる傾向にある。また、小陪審の選任では予備尋問 (voir dire) が行われた後、検察官・弁護人双方が理由付き忌避及び理由なし忌避を行使することができるが、大陪審の選任では、予備尋問は行われず、理由なし忌避の制度もない。一部の法域では理由付き忌避があるが、その利用は非常に限られている。
陪審員が選ばれると、監督に当たる裁判所の裁判官から、大陪審の権限についての説示 (charge) が行われる。大陪審は独立の機関として起訴をスクリーニングする責務があること、検察官は「政府の代理人」として証拠を提出することを認識すべきこと、大陪審には証人に質問をし、追加の証人を要求する権限があること、証言の信用性については自らの判断に従うべきこと、また伝聞証拠が（許される州では）どのような場合に許されるか、起訴するために必要な証明度などの説明である。
小陪審はいったん選任されると構成が変わらないのに対し、大陪審では、期間の経過とともに免除される陪審員が現れたり、裁判所がその分を補充したりすることがある。そのため、大陪審が任期中に何百件もの正式起訴状を発付するうちに、事件によって陪審員の構成が入れ替わっていくことは少なくない。

#### 審理
大陪審の手続は、対審と異なり、非公開である。連邦では、大陪審の審理中に出席できるのは、検察官、尋問を受けている証人、通訳人（必要な場合）、記録係（速記係又は録音装置の操作係）のみであり、評議及び票決には陪審員（耳や話が不自由な陪審員がいる場合は必要な通訳者）以外の者は出席できない。
検察官は、大陪審に提出する証拠を決める権限がある。ただし、多くの法域で、大陪審の伝統的な役割に従い、陪審員の個人的な知識に基づいて判断することも認められている。また、陪審員は検察官の呼び出した証人に質問をすることができ、それ以外の証人の召喚や物的証拠の提示を求める権限もある。
検察官には、起訴を求める政府側の代理人としての役割と同時に、大陪審に法的助言を行うという役割もある。検察官は、大陪審の権限について説明するとともに、その事件で起訴するに必要な犯罪の成立要件について説明を行う。
被疑者とその弁護人は、一般的に、大陪審の手続には出席しない。一部の法域を除き、被疑者には出席権・供述権はなく、出席を認めるか否かは大陪審の裁量に委ねられている。出席権を認めるのは、略式起訴州の一部のほか、正式起訴州の中ではニューヨーク州のみである。もっとも、被疑者が出席すると自己負罪拒否特権を放棄することで供述することになり、さらに弁護人の付添も裁判官の監督もない中で検察官からの反対尋問を受けることになり、それに対する嘘の供述には偽証罪が適用されるので、被疑者は出席・供述しないのが通常である（ただしニューヨーク州では弁護人の付添権があるので、戦略的にあえて出席・供述することもある）。
証人には、トライアルと同様、一定の証言拒否特権があるが、その他の証拠法則についてはトライアルと同様に適用される法域、一部の証拠法則に限り適用される（例えば伝聞証拠を一定の場合に許容する）法域、証言拒否特権以外の証拠法則は適用しない法域（連邦及び多くの正式起訴州）がある。

##### 審理の密行性
大陪審の審理は、密行的に行われる。検察官及びその補助職員、並びに陪審員は、裁判所の命令がある場合のほかは、提出された証拠を外部に明らかにすることが禁じられている。連邦刑事訴訟規則でも、陪審員らには、大陪審の手続の内容を外部に明らかにしてはならないとの守秘義務が課せられている。
これは、大陪審の捜査機関としての機能を強めるとともに、検察官及び大陪審が、起訴・不起訴の判断について世論の批判にさらされにくくなるという効果もある。また、被疑者・弁護人の立場から見れば、仮に大陪審の審理に手続的な瑕疵があっても、それを発見するのが難しいということにもなっている。

##### 起訴状の発付又は棄却
検察官は、起訴するに十分な証拠があることを大陪審に示さなければならない。必要な立証の程度としては、州によって、相当の嫌疑 (probable cause) で足りるとするところや、反証がない限り有罪判決を得られるとの一応の立証 (prima facie evidence) が必要とするところがある。
連邦では、大陪審の陪審員の人数は最小16人、最大23人とされており、そのうち少なくとも12人が賛同しなければ、起訴状を発付することはできない。州では、連邦と同様のところもあるが、陪審員の人数をこれより少なくし、その3分の2あるいは4分の3といった特別多数決を必要としているところが多い。
大陪審が起訴を相当とするときは、治安判事に対し、正式起訴状を答申する。
大陪審は、起訴するに足りる証拠があると考える場合であっても、起訴状を発付しないことができる。これは陪審による法の無視 (jury nullification) の一種であると考えられているが、小陪審の場合と異なり、大陪審の不起訴権限は判例上も明示的に認められている。
なお、大陪審の手続には二重の危険は及ばないとされているため、いったん大陪審が起訴状の発付を拒否した場合であっても、検察官が同じ事件を再度大陪審に付託することは合衆国憲法上は許される。ただし、州によって、再度の申立てには新証拠の発見が必要などとする制限を課すところがある。

### アメリカ以外の国における大陪審
大陪審は、現在、アメリカ合衆国以外ではほとんど見られない。

#### イギリス及び英国連邦諸国
イングランドは、1933年に大陪審を廃止し、それに代えて予備審問手続を用いている。オーストラリアでも同様である。オーストラリアでは、ビクトリア州で大陪審の規定があるが、私人が正式起訴の対象となる犯罪について裁判所にトライアルを求めるという、まれな場合にしか用いられていない。ニュージーランドは1961年、カナダは1970年代にそれぞれ大陪審を廃止した。

#### 日本
日本の検察審査会は、戦後GHQが日本政府に対し検察の民主化のために大陪審制及び検察官公選制を求めたのに対し、日本政府が抵抗した結果、妥協の産物として設けられたものである。

## 大陪審に関する議論
ベンサム は、19世紀半ばのイギリスで、大陪審の意義について疑問を提起していた。現代でも、大陪審は検察官の起訴を形式的に認めるだけの機関になっているとか、起訴のスクリーニングとしては予備審問の方が優れているといった批判がある。
これに対し、政治や民族的反感が関わる事件などでは、不当な起訴を防ぐために大陪審の意味があるとか、予備審問よりもコストが低廉である、また市民が刑事手続に参加するための重要な機会であるといった意見もある。連邦最高裁判所は、犯罪の嫌疑が認められても、大陪審は起訴を行わない、又は軽い罪で起訴する権限があるという点を強調している。